# Travail à temps partiel

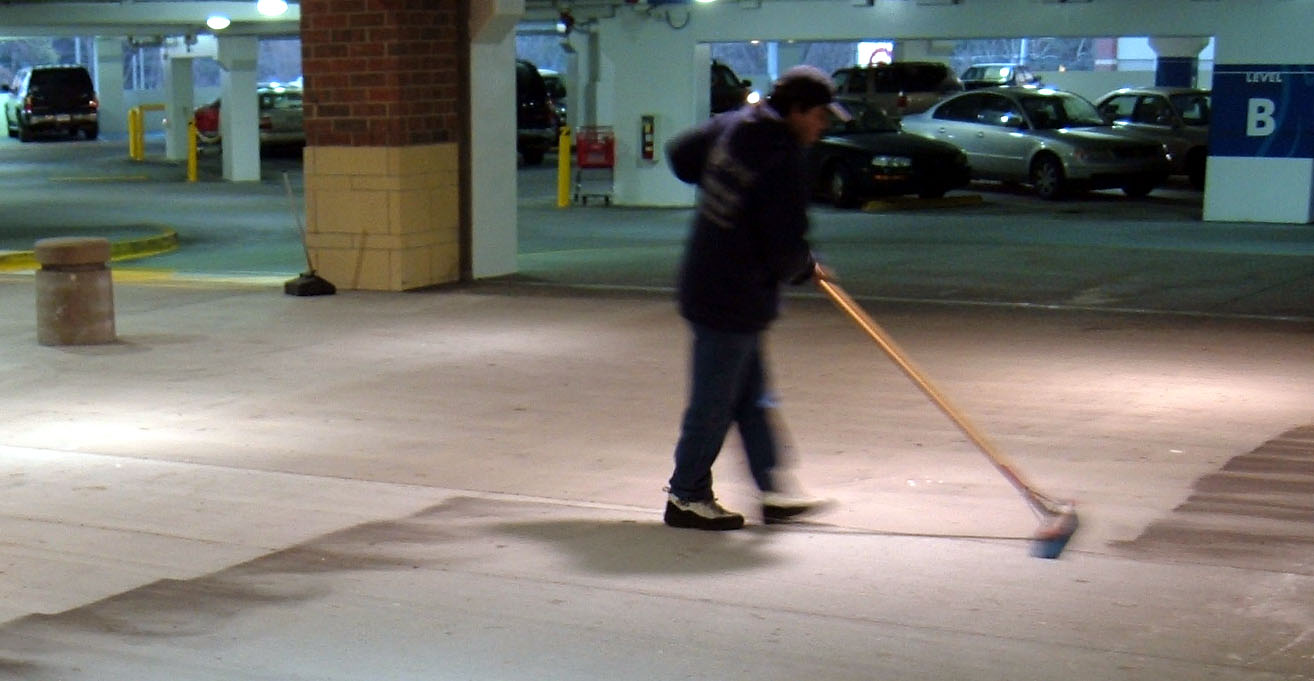
Le nettoyage est le secteur qui emploie le plus de travail à temps partiel.

Le travail à temps partiel (ou TTP) est un emploi salarié qui n’est pas à temps plein, c’est-à-dire dont le temps de travail est inférieur à la « durée de travail de référence » dans le pays concerné.
La législation sur la durée du travail varie selon les pays. Plusieurs moyens de mesures du temps partiel existent dans le monde, qui rendent difficiles les comparaisons internationales.
Il fait partie des formes de travail dites atypiques (comme les Contrats à Durée Déterminé (CDD) et l'intérim), et pour partie (notamment quand il s'agit d'un travail subi) de ce que certains [Qui ?] appellent le sous-travail. L'Organisation internationale du travail (OIT) demande un traitement et des conditions de travail égaux et justes pour les travailleurs à temps partiel par la Convention no 175 sur le travail à temps partiel. Pour l'Organisation de coopération et de développement économiques (OCDE), qui se demande aussi en 2010 s'il est une bonne solution, le travail à temps partiel se mesure en termes d’heures de travail habituelles inférieures à 30 heures par semaine. Et la part des travailleurs en emploi à temps partiel en France (y compris les apprentis et les contrats en alternance) était selon ce critère de 14,0 % (contre 18,6 % selon l’enquête Emploi de l’Insee, 18,7 % hors apprentis et contrats en alternance). Quand il est subi, il est aussi souvent source de précarité et de pertes de temps, et d'un « faux temps libre ». Il peut aussi concerner certains salariés occupant des fonctions de représentation professionnelle, le cas le plus ancien étant celui de délégué mineur. Ces représentants des salariés conservent cependant un salaire complet, puisqu'ils sont rémunérés pour le travail de représentation.
Ce sont davantage les femmes que les hommes qui occupent des emplois à temps partiel, et la part de la population moins formée, plus pauvre et d'origine étrangère y est plus présente.

## Tendances
Une partie du temps partiel peut être considéré comme outil conjoncturel d'adaptation à la demande, mais sa progression depuis les années 1970 laisse penser qu'il est aussi devenu un outil d'organisation du travail utilisé par de nombreux acteurs économiques (en France, CDI dans presque 8 cas sur 10).
Les sociologues des années 1990 notent une recomposition (voulue ou subie selon les cas) du temps de travail. Dans le monde du travail et en sociologie du travail, on s'inquiète de l'augmentation de la part non qualifiée du temps partiel mais il est aussi présenté comme une forme d'entrée dans la vie active et une source de développement du travail des femmes. Il est parfois aussi présenté comme une « passerelle vers le travail à temps plein » .
Les processus de libéralisation de l'économie et de la mondialisation, ainsi que la production à flux tendu semblent avoir favorisé une tendance générale à la dérégulation du travail qui se traduit par l'augmentation du recours au temps partiel, depuis les années 1980 au moins en Europe et en France comme en Belgique et plus encore au Royaume-Uni;
Le problème du temps perdu et contraint généré par de nombreuses formes de temps partiel (horaires gruyère) pourrait peut-être être résolu par l'apparition de l'internet et du télétravail qu'il permet, qui a rapidement progressé dans le privé mais qui reste très émergent dans les administrations ; ainsi, en 2012, un rapport du cabinet Greenworking fait pour le compte du ministère de l’industrie plaide pour le « télétravail à temps partiel et le développement des tiers lieux » ; 7 mai 2012 

## Le travail à temps partiel dans le monde

### Aux Pays-Bas
En 2011, 49,1 % de la population active des Pays-Bas travaillaient à temps partiel, dont trois quarts de femmes. Les Néerlandais travaillent en général aux 4/5e, soit 32 heures par semaine. Différentes études portant sur des mères de famille (Turkenburg, 1995 ; Groenendijk, 1998 ; Morée, 1992 ; van der Heuvel,1997) font état d’une organisation délibérée de leur vie professionnelle sur la base du temps partiel, dans l'objectif de « combiner » famille et emploi. Il s'agit aussi surtout de femmes qui sont en temps partiel, dans un pays où un fort taux de participation au marché du travail existe (79,7 % des 15-64 ans ont ou cherchent un emploi, contre 72 % pour la moyenne des pays membres de l'OCDE et de la France) . Il s'agit surtout des femmes qui sont en temps partiel (19 % des hommes mais 60 % des femmes en 2016) .

### En France

#### Définitions
Le code du travail le définit comme un travail dont la durée est inférieure : 
- à la durée légale du travail, ou à la durée du travail fixée conventionnellement pour la branche ou l’entreprise ou à celle applicable dans l’établissement ;
- à la durée mensuelle résultant de l’application, sur cette période, de la durée légale du travail ou, si elle est inférieure, de la durée du travail fixée conventionnellement pour la branche ou l’entreprise ou de la durée du travail applicable dans l’établissement ;
- à la durée de travail annuelle résultant de l’application sur cette période de la durée légale du travail, soit 1 607 heures, ou, si elle est inférieure, de la durée du travail fixée conventionnellement pour la branche ou l’entreprise ou de la durée du travail applicable dans l’établissement.

Un salarié prenant un congé de solidarité familiale peut choisir de le faire sous la forme d'une activité à temps partielle,. En revanche, le congé de présence parentale doit lui se prendre par journées entières et ne peut donc pas prendre la forme d'une activité à temps partielle,.
Un salarié à temps plein peut demander à passer à temps partiel ; c'est souvent le cas d'un parent de jeune enfant qui prend son mercredi, puisqu'il n'y a pas d'école le mercredi après-midi ou toute la journée (selon le rythme scolaire local). La procédure peut dépendre de la convention collective ou de l'accord d'entreprise, mais par défaut, le salarié doit envoyer un courrier recommandé six mois avant la date souhaitée pour le début du changement ; la demande peut être refusée par l'employeur. On parle parfois dans ce contexte de « temps partiel choisi ». Le parent peut sous certaines conditions bénéficier d'un complément de libre choix d'activité (CLCA) de la part de la Caisse d'allocations familiales si l'enfant a moins de trois ans.
Dans la fonction publique, on distingue :
- le temps partiel, exprimé comme un pourcentage du temps complet, typiquement quatre-vingts pour cent (80 %), c'est-à-dire quatre jours travaillés par semaine ; cette situation est volontaire et réversible ;
- le temps incomplet ou non-complet : c'est une caractéristique du poste, le poste ne nécessitant pas la présence à plein temps d'un agent ou d'une agente.

#### Chiffres
Depuis les années 1970 notamment, le temps partiel est aussi devenu un outil d'organisation du travail utilisé par de nombreux acteurs économiques (dans presque 8 cas sur 10, le salarié est en CDI, et 40 % environ ont plus de dix ans d'ancienneté en France). 
En 2003, selon l'INSEE, les femmes sont largement les plus concernées : 30 % des femmes avaient recours au temps partiel contre 5,5 % pour les hommes (TEF 2004/2005, INSEE). Les femmes ayant plusieurs enfants à charge y recourent le plus. 10 ans plus tard (en 2013), selon un rapport du Conseil économique, social et environnemental (CESE), le travail à temps partiel concerne maintenant une personne sur cinq, parmi lesquelles 80 % sont des femmes. 82,5 % des emplois concernés et 31 % des salariées sont à temps partiel, contre 6,6 % des hommes salariés. Près de 15 % des salariés dotés d'un diplôme supérieur à Bac+2 travaillent à temps partiel. En 2023, 4,2 millions de salariés travaillent à temps partiel (soit 17,4% des salariés), dont 78% sont des femmes.
Des encouragements fiscaux décidés pour lutter contre le chômage ont facilité le développement du temps partiels. En 2013, environ 18,6 % des salariés (4,2 millions de personnes) travaillent sous ce régime, soit trois fois plus qu'au début des années 1970. 
L'augmentation du temps partiel s'est stabilisée dans les années 2000 (plus exactement en 1999 et 2002 à la suite de la mise en œuvre de la réduction du temps de travail qui partir de 1998 a proposé des aides cumulables avec l'abattement pour l’embauche de salariés à temps partiel, dispositif progressivement supprimé au début des années 2000  et a recommencé une lente progression depuis avec même une diminution à cette époque. 
Les conditions de travail sont très différentes selon que ce travail est choisi (éventuellement choisi « faute de mieux ») ou subi (alors classable dans le sous-emploi). Selon les études synthétisées par le CESE, le temps partiel est subi dans un cas sur trois (et il concerne le travail le moins qualifié et les conditions d'emploi les plus précaires). 30 % des salariés à temps partiel « subi » ont des horaires difficiles et variables (contre 25 % des autres salariés à temps partiels et 22 % des temps complets). Et 34 % des personnes à temps partiel « subi » travaillent habituellement le samedi, contre 28 % des autres temps partiel et 26 % des personnes à temps complet.  Le travail de soirée ou de nuit est plus fréquent chez les salariés à temps complet (respectivement 17 % et 8 % contre 13 % et 4 % pour les salariés à temps partiel) et il y a par contre peu de différences quant au travail le dimanche. Le salaire horaire est aussi plus faible pour les employés à temps partiel (en 2011 : « 1,6 [fois le] Smic, contre 2,1 Smic pour les salariés à temps complet. Il correspond à environ 1,3 Smic si le temps partiel est "subi" et à 1,7 Smic s’il est "choisi". ». Un rapport de l'IGAS indique que le temps partiel contraint concerne un quart des salariés en temps partiel, en 2023.
Les abus d'utilisation de temps partiel (hyper flexibilité, surexploitation, sous-travail...) devraient être combattus par la loi de juin 2013 sur la sécurisation de l'emploi (avec un minimum de 24 heures de travail hebdomadaires), mais après les partenaires sociaux (durant les débats sur l'accord de janvier 2013 à l'origine de la loi), le CESE note en 2013 que des accords de branche peuvent permettre à certaines branches de déroger à cette loi. Après une décennie, l'IGAS dresse un bilan « en demi-teinte » avec notamment des effets préjudiciables (réduction de l'emploi et du nombre d'heures travaillées, visant principalement les femmes).

### Au Québec et au Canada
En l’an 2000, 47 % des mères d’enfants de moins de 3 ans travaillaient à temps complet, 14 % d’entre elles travaillaient à temps partiel, les autres étaient soit inactives, soit en situation de chômage. Pour les mères ayant des enfants plus âgés, le taux de femmes à temps partiel était de 18 % pour celles ayant des enfants de 3 à 5 ans et de 16 % pour des femmes ayant des enfants plus âgés. Ces taux étaient systématiquement supérieur d'au moins 2 points au Canada.

### Au Sénégal
Au Sénégal, où la durée légale de travail est de 40 h, est considéré comme travail à temps partiel tout emploi dont l'horaire hebdomadaire est inférieur ou égal à 32 h.

## TTP et travail de soin
Dans leur livre Part-Time for All: A Care Manifesto, Jennifer Nedelsky et Thomas Malleson proposent un modèle de travail à temps partiel pour tous ("TPpt"), où tous les adultes capables (en préretraite) effectueraient du travail rémunéré à temps partiel (pas moins de 10 et pas plus de 30 heures par semaine) et effectueraient des soins non rémunérés importants entre 20 et 25 heures par semaine.